# Ministre responsable des langues officielles
Le ministre des langues officielles (en anglais : Minister responsible for Official Languages) était un ministre de la Couronne dans le Cabinet canadien.

## Mission
Le ministre est chargé d'appliquer la Loi sur les langues officielles, de veiller à ce que les services gouvernementaux soient disponibles en français et en anglais, de protéger les droits linguistiques des minorités linguistiques (francophones, mais aussi Anglo-Québécois), notamment en matière d'éducation, ainsi que de promouvoir le bilinguisme partout au Canada.
Sous Justin Trudeau, la question de la défense des langues des Premières Nations est également fortement revendiquée par le ministère.

## Création et cadre
En 2003, le premier ministre responsable des Langues officielles est assermenté, lors de la création de la « Direction des langues officielles des Affaires intergouvernementales » au sein du Bureau du Conseil privé. En 2006, la responsabilité a été transférée du Bureau du Conseil privé au ministère du Patrimoine canadien et la direction a été rebaptisée « Secrétariat des langues officielles. » De 2015 à 2019, le poste s'appelait Ministère du Tourisme, des Langues officielles et de la Francophonie .
Les articles 42 et 43 de la Loi sur les langues officielles confèrent au ministre du Patrimoine canadien la responsabilité particulière de prendre des mesures pour faire progresser l'égalité de statut et d'usage du français et de l'anglais dans la société canadienne ; en vertu de l'article 44 de cette loi, le ministre doit soumettre au Parlement des rapports annuels sur les questions relatives aux langues officielles dont il est responsable,.

## Liste des ministres
| Nom                     | Période          | Période          | Titre                                                                                                  | Parti politique | Premier ministre |
| ----------------------- | ---------------- | ---------------- | --- | --------------- | ---------------- |
| Pierre Pettigrew        | 12 décembre 2003 | 19 juillet 2004  | Ministre responsable des langues officielles                                                           | Libéral         | Paul Martin      |
| Mauril Bélanger         | 20 juillet 2004  | 5 février 2006   | Ministre responsable des langues officielles                                                           | Libéral         | Paul Martin      |
| Josée Verner            | 6 février 2006   | 13 août 2007     | Ministre de la Francophonie et des Langues officielles                                                 | Conservateur    | Stephen Harper   |
| Josée Verner            | 14 août 2007     | 26 mai 2008      | Ministre du Patrimoine canadien, de la Condition féminine et des Langues officielles                   | Conservateur    | Stephen Harper   |
| James Moore             | 25 juin 2008     | 29 octobre 2008  | Secrétaire d'État (porte d'entrée de l'Asie-Pacifique) (Jeux olympiques de 2010) (langues officielles) | Conservateur    | Stephen Harper   |
| James Moore             | 30 octobre 2008  | 14 juillet 2013  | Ministre du Patrimoine canadien et des Langues officielles                                             | Conservateur    | Stephen Harper   |
| Shelly Glover           | 15 juillet 2013  | 4 novembre 2015  | Ministre du Patrimoine canadien et des Langues officielles                                             | Conservateur    | Stephen Harper   |
| Mélanie Joly            | 18 juillet 2018  | 20 novembre 2019 | Ministre du Tourisme, des Langues officielles et de la Francophonie                                    | Libéral         | Justin Trudeau   |
| Mélanie Joly            | 20 novembre 2019 | 26 octobre 2021  | Ministre du Développement économique et des Langues officielles                                        | Libéral         | Justin Trudeau   |
| Ginette Petitpas Taylor | 26 octobre 2021  | 26 juillet 2023  | Ministre des Langues officielles                                                                       | Libéral         | Justin Trudeau   |
| Randy Boissonnault      | 26 juillet 2023  | 20 novembre 2024 | Ministre de l’Emploi, du Développement de la main-d’œuvre et des Langues officielles                   | Libéral         | Justin Trudeau   |
| Ginette Petitpas Taylor | 20 novembre 2024 | 20 décembre 2024 | Ministre de l’Emploi, du Développement de la main-d’œuvre et des Langues officielles                   | Libéral         | Justin Trudeau   |
| Rachel Bendayan         | 20 décembre 2024 | 14 mars 2025     | Ministre des Langues officielles                                                                       | Libéral         | Justin Trudeau   |